# Matthias Anderegg
Matthias Anderegg (* 28. März 1967 in Solothurn) ist ein Schweizer Architekt und Politiker (SP). Er ist Mitglied des Kantonsrats des Kantons Solothurn.

## Leben
Matthias Anderegg wuchs in Bellach und Solothurn auf. Nach der Bezirksschule absolvierte er eine Maurerlehre. Danach ergänzte er seine Ausbildung mit einer Zusatzlehre als Hochbauzeichner. Parallel dazu machte er die Berufsmatur. 2020 wurde er in den Schweizerischen Ingenieur- und Architektenverein (SIA) aufgenommen. Er führt ein Architektur- und Baumanagementbüro mit Niederlassungen in Bellach, Bern, Basel und Zürich mit 40 Mitarbeitenden. Zudem präsidiert er die Genossenschaft Baseltor, eine Gastrogenossenschaft mit 140 Mitarbeitenden.

## Politik
Von 2013 bis 2022 war Anderegg Mitglied der SP-Fraktion im Gemeinderat (Legislative) der Stadt Solothurn und bis 2021 Präsident der SP-Gemeinderatsfraktion Stadt Solothurn. Seit 2020 ist er Kantonsrat und Teil der SP-Fraktion.